# Húnnic
El húnnic o llengua húnnica és la llengua que van parlar els huns, avui extinta. Queden molt pocs registres d'aquesta llengua.
Una de les hipòtesis més versemblants la fa una llengua altaica emparentada amb el modern txuvaix. L'enciclopèdia Britànica diu que els huns probablement foren parlants d'un tipus de llengua turquesa coneguda per "r-" i "l-" que avui dia només és parlat pels txuvaix, descendents dels búlgars del Volga; els altres llenguatges turcs són del tipus "z-" i "s-".